# Nicole Powell
Nicole Kristen Powell (ur. 22 czerwca 1982 w Sierra Vista) – amerykańska koszykarka grająca na pozycji skrzydłowej, po zakończeniu kariery zawodniczej trenerka koszykarska, obecnie asystentka trenera drużyny NCAA – Oregon Ducks.
W przeszłości występowała w Ford Germaz Ekstraklasie – TS Wisła Can-Pack Kraków, była też zawodniczką klubu WNBA – Charlotte Sting, Sacramento Monarchs, New York Liberty, Tulsa Shock, Seattle Storm.

## Osiągnięcia
Na podstawie, o ile nie zaznaczono inaczej.

### NCAA
- Uczestniczka rozgrywek:
  - Elite Eight turnieju NCAA (2004)
  - Sweet Sixteen turnieju NCAA (2002, 2004)
  - II rundy turnieju NCAA (2001–2004)
- Mistrzyni:
  - turnieju konferencji Pac-10 (2003, 2004)
  - sezonu zasadniczego Pac-10 (2001–2004)
- 2-krotna zawodniczka roku Pac-10 (2002, 2004)
- MVP turnieju Pac-10 (2002–2004)
- Najlepsza pierwszoroczna zawodniczka Pac-10 (2000)
- Zaliczona do I składu All-American (2002–2004 przez Kodaka, 2004 przez AP)

### WNBA
- Mistrzyni WNBA (2005)
- Wicemistrzyni WNBA (2006)
- Największy postęp WNBA (2005)[4]
- Uczestniczka meczu gwiazd WNBA (2009)
- Liderka WNBA w skuteczności rzutów wolnych (2007, 2009)

### Drużynowe
- Mistrzyni:
  - Polski (2011, 2012)[5]
  - Hiszpanii (2013)
  - Turcji (2006, 2009, 2010)[6][7]
- Wicemistrzyni:
  - Hiszpanii (2007)
  - Rosji (2008)
- Zdobywczyni:
  - pucharu:
    - Polski (2012)[5]
    - Turcji (2006)[6]
    - Prezydenta Turcji (2010)
    - Rosji (2008)

  - Superpucharu Hiszpanii (2012)
- Finalistka:
  - pucharu:
    - Hiszpanii (2007, 2013)
    - Turcji (2010)[7]
    - Prezydenta Turcji (2006, 2009)

  - Superpucharu Hiszpanii (2006)

### Indywidualne
- MVP
  - ligi tureckiej (2006 według eurobasket.com)[6]
  - pucharu Polski (2012)[5]
- Najlepsza zawodniczka:
  - występująca na pozycji obronnej ligi tureckiej (2006 według eurobasket.com)[6]
  - zagraniczna ligi tureckiej (2006 według eurobasket.com)[6]
- Zaliczona do (przez eurobasket.com):
  - I składu:
    - ligi tureckiej (2006)[6]
    - zawodniczek zagranicznych ligi:
      - tureckiej (2006)[6]
      - PLKK (2012)[5]

  - II składu PLKK (2012)[5]
  - składu honorable mention ligi:
    - tureckiej (2010)[7]
    - polskiej (2011)[8]
- Uczestniczka meczu gwiazd:
  - Euroligi (2007)
  - PLKK (2012)[5]

### Reprezentacja
- Mistrzyni Ameryki U–18 (2000)
- Wicemistrzyni igrzysk panamerykańskich (2003)[9]
- Brązowa medalistka mistrzostw świata U–19 (2001)

### Trenerski
- Uczestniczka rozgrywek Elite Eight turnieju NCAA (2017 jako asystentka)